# Эль-Муглад
Эль-Муглад (араб. المجلد‎) — город на юге Судана, расположенный на территории штата Южный Кордофан. Входит в состав округа Абьей.

## Географическое положение
Город находится в западной части штата, на южной окраине плато Кордофан, на высоте 422 метров над уровнем моря.
Эль-Муглад расположен на расстоянии приблизительно 210 километров к западу от Кадугли, административного центра штата и на расстоянии 707 километров к юго-западу от Хартума, столицы страны.

## Климат
| Показатель                    | Янв. | Фев. | Март | Апр. | Май  | Июнь | Июль  | Авг.  | Сен.  | Окт. | Нояб. | Дек. | Год   |
| ----------------------------- | ---- | ---- | ---- | ---- | ---- | ---- | ----- | ----- | ----- | ---- | ----- | ---- | ----- |
| Средний суточный максимум, °C | 33,6 | 35,0 | 38,2 | 39,6 | 38,6 | 35,7 | 32,4  | 31,4  | 33,1  | 35,4 | 35,4  | 33,8 | 35,2  |
| Средняя температура, °C       | 24,5 | 26,0 | 29,3 | 31,0 | 31,1 | 29,5 | 27,4  | 26,6  | 27,4  | 28,1 | 26,8  | 24,8 | 27,7  |
| Средний суточный минимум, °C  | 15,4 | 16,9 | 20,5 | 22,3 | 23,7 | 23,3 | 22,4  | 21,8  | 21,6  | 20,8 | 18,2  | 15,9 | 20,2  |
| Норма осадков, мм             | 0,0  | 0,0  | 0,8  | 6,6  | 30,2 | 90,7 | 129,9 | 127,8 | 110,3 | 26,1 | 0,1   | 0,0  | 522,5 |
| Источник: ,                   |      |      |      |      |      |      |       |       |       |      |       |      |       |

## Демография
По данным переписи 2008 года численность населения Эль-Муглада составляла 40 418 человек.
Динамика численности населения города по годам:
| 1973 | 1983   | 2008   |
| ---- | ------ | ------ |
| 6932 | 12 732 | 40 418 |

Город является оплотом бедуинской народности мессирия.

## Транспорт
Сообщение Эль-Муглада с другими городами Судана осуществляется посредством железнодорожного и автомобильного транспорта.
На западной окраине города расположен аэродром.

## Известные уроженцы
- Абубакер Каки Хамис — суданский бегун на средние дистанции, двукратный чемпион мира в беге на 800 метров.